# قصر ماداما

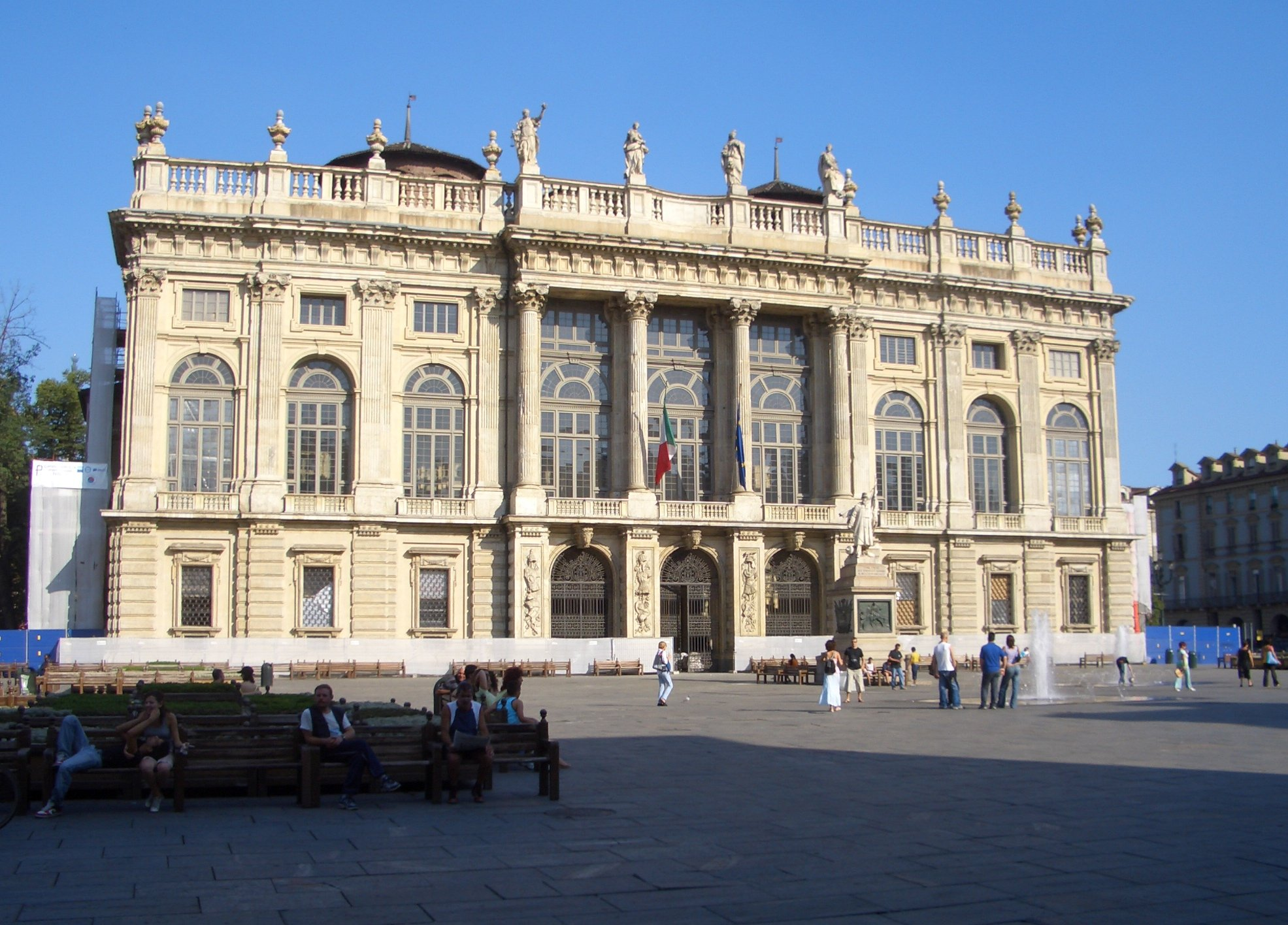
واجهة يوفارا من القصر.

بالاتسو مادما أي كازافورتي ديغلي أكايا (بالإيطالية: Palazzo Madama e Casaforte degli Acaja) هو قصر في تورينو شمال إيطاليا. بني على أسس رومانية وكان مقراً لبيت سافوي ومن بعدها ملوك إيطاليا.